# Enologia

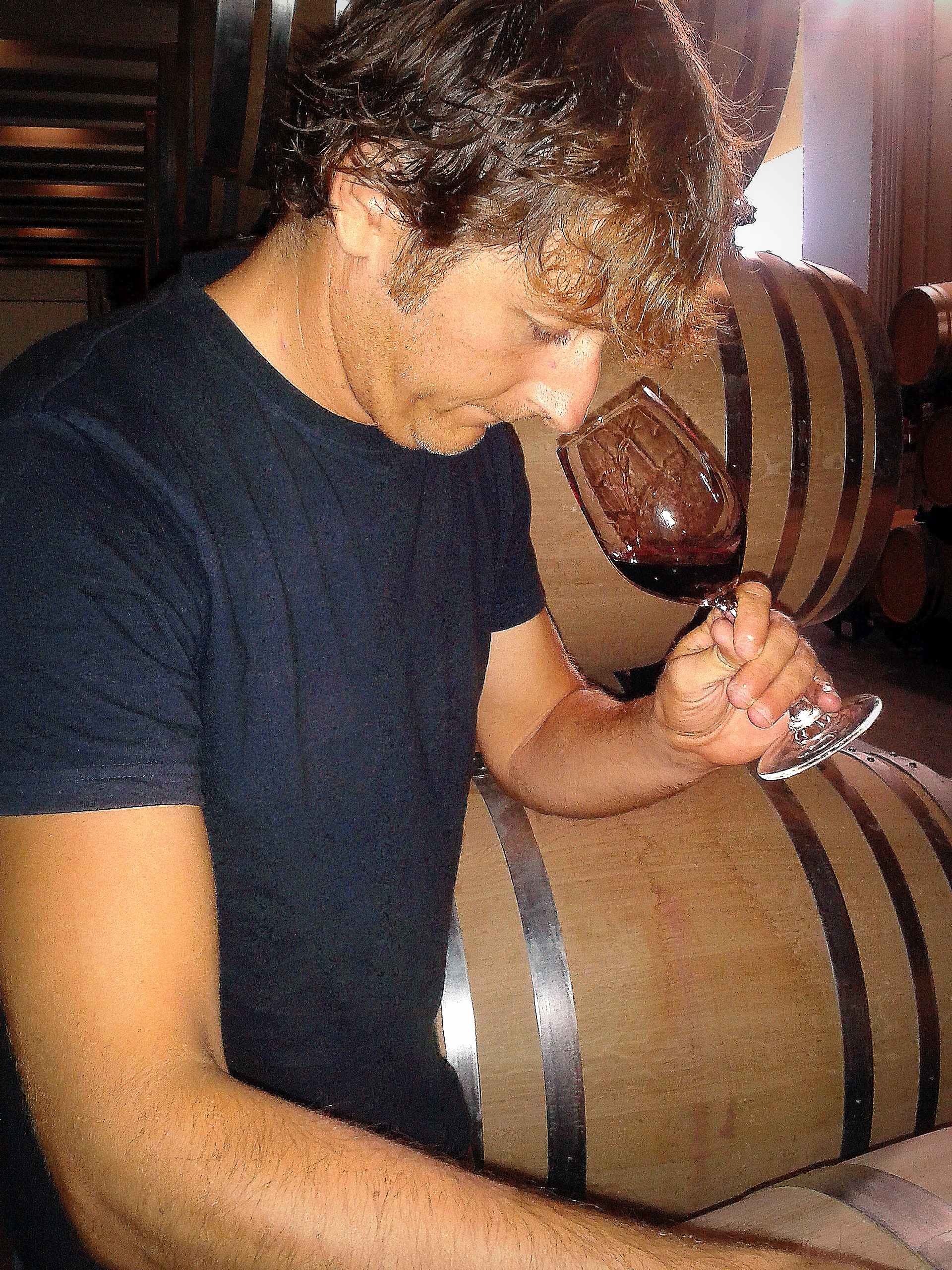
Enolog

Enologia (z gr. oínos = wino + lógos = nauka) – dział nauki zajmujący się kwestiami związanymi z produkcją wina; inaczej ojnologia lub winoznawstwo.
Dziedzinami pokrewnymi dla enologii są sommelierstwo, kiperstwo, winogrodnictwo czy ampelografia. W odróżnieniu od winogrodnictwa, skupiającego się na zagadnieniach uprawy winorośli, enologia zajmuje się zagadnieniami związanymi m.in. z:
- przetwórstwem owoców winorośli;
- sposobami określania składu poszczególnych gatunków wina;
- procesami produkcji wina;
- sposobami przechowywania wina;
- zasadami degustacji[2].

W niektórych krajach (np. we Francji) enologia jest przedmiotem studiów na uczelniach. W Polsce studia dzienne z zakresu enologii można podjąć na Wydziale Ogrodnictwa i Architektury Krajobrazu Uniwersytetu Przyrodniczego w Lublinie – kierunek "Enologia i cydrownictwo", 3,5-letnie studia inżynierskie, oraz na Wydziale Kształtowania Środowiska i Rolnictwa Zachodniopomorskiego Uniwersytetu Technologicznego w Szczecinie – kierunek "Uprawa winorośli i winiarstwo", 3,5-letnie studia inżynierskie.
W pozostałych polskich regionach uprawy winorośli można podjąć kształcenie w zakresie enologii na studiach podyplomowych:
- Dolny Śląsk (Uniwersytet Przyrodniczy we Wrocławiu – kierunek "Technologia winiarstwa", roczne studia podyplomowe[5]);

- Lubuskie (Instytut Nauk o Żywności i Agrotechniki Filii Uniwersytetu Zielonogórskiego w Sulechowie – kierunek "Enologia (Winiarstwo)", 1,5-roczne studia podyplomowe[6]);

- Małopolska (Studium Kształcenia Podyplomowego Wydziału Farmaceutycznego Collegium Medicum Uniwersytetu Jagiellońskiego – kierunek "Enologia", roczne studia podyplomowe[7]; a także Uniwersytet Rolniczy im. Hugona Kołłątaja w Krakowie – kierunek "Dyplomowany Enolog – technologia winiarska i miodosytnicza”, roczne studia podyplomowe[8]);

- Podkarpacie (Wydział Biologiczno-Rolniczy Uniwersytetu Rzeszowskiego – kierunek "Enologia", 1,5-roczne studia podyplomowe[9]).